# 默兹河畔努维永站
默兹河畔努维永站，是法国的一个铁路车站，位于法国东北部市镇默兹河畔努维永。

## 位置
默兹河畔努维永站位于默兹河畔努维永市区的南部，默兹河右岸。车站大致呈东西走向，开口朝北。

## 设施
默兹河畔努维永站是一个无人看守的乘降所，没有人工售票窗口，原有的车站站房已废弃。该站设有自动售票机，可出售有效期为7天的TER列车车票。
默兹河畔努维永站站内没有人行天桥或地下通道，前往上行（沙勒维尔-梅济耶尔）方向的乘客需在站内横穿铁路正线，因此该站存在一定的安全隐患。

## 停靠线路
以下列车线路在默兹河畔努维永站停靠：
| 默兹河畔努维永站列车线路表 |      |                             |                         |              |
| 线路                       | 车种 | 上一站                      | 下一站                  | 大致运行频率 |
| 香槟-阿登TGV/兰斯—色当     | TER  | 沙勒维尔-梅济耶尔/莫恩/吕姆 | 弗里涅-默兹/东舍里/色当 | 每天3趟左右  |
| 沙勒维尔-梅济耶尔—色当     | TER  | 莫恩/吕姆                   | 弗里涅-默兹/东舍里      | 每天6趟左右  |
| 沙勒维尔-梅济耶尔—蒂永维勒 | TER  | 沙勒维尔-梅济耶尔/莫恩/吕姆 | 弗里涅-默兹/东舍里/色当 | 每天3趟左右  |
| 1.                         |      |                             |                         |              |

## 配套交通

### 长途客车
默兹河畔努维永站附近暂无固定的大巴车线路经过。途径默兹河畔努维永的阿登省城际客运（RDTA）线路的上下车地点位于市镇中心，车次较少且周日及节假日停运。
此外，当铁路线施工或罢工时，SNCF可能也会提供途径该线路沿途站点的大巴车。

### 市内交通
默兹河畔努维永站附近暂无城市公共交通线路。

### 社会车辆
默兹河畔努维永站门口设有社会车辆停车场。

## 临近车站
| 默兹河畔努维永站（Gare de Nouvion-sur-Meuse） |                    |               |
| 上行车站                                      | 线路               | 下行车站      |
| 吕姆站                                        | 莫恩－蒂永维勒铁路 | 弗里涅-默兹站 |
| - 本表仅显示运营中的线路及车站                |                    |               |